# Isla de Morzhovets
La isla de Morzhovéts (del ruso: Остров Моржове́ц) es una isla de Rusia localizada en el límite sur del mar de Barents. Se encuentra en la bahía de Mezén, en la entrada del mar Blanco, separándolo del mar de Barents.
Morzhovéts se encuentra a solo unos kilómetros del círculo polar ártico. Esta isla tiene una superficie de 110 km².
La isla se encuentra a 23,3 km del territorio continental ruso. La isla es llana y está cubierta de hierba (por la tundra) y tiene muchos lagos. El más grande es el lago Morzhovéts. Hay un asentamiento en la isla, llamado Séverny Gorodok, que tiene un faro y una estación meteorológíco. La población del asentamiento es de 12 personas.